# Loretta Sanchez
Loretta Lorna Sanchez (Lynwood, 7 de enero de 1960) es una política estadounidense del Partido Demócrata, que sirvió en la Cámara de Representantes de los Estados Unidos de 1997 a 2017.

## Biografía
Hija de inmigrantes mexicanos, se unió al Sindicato de Trabajadores de Alimentos y Comercio cuando trabajaba como mesera de helados en la escuela secundaria y recibió una beca sindical para la universidad. Recibió su bachiller universitario en ciencias en economía de Chapman College en Orange en 1982, obtuvo su MBA de la Universidad Americana en Washington D. C. en 1984, y fue analista financiera para el contratista de defensa Booz Allen Hamilton.
Fue elegida a la Cámara de Representantes por primera vez en 1996, cuando derrotó al congresista republicano Bob Dornan por menos de 1.000 votos. Representó el 46.º distrito congresional de California de 1997 a 2003, luego al 47.º distrito de 2003 a 2013, y nuevamente al 46.º distrito de 2013 a 2017. El distrito se encuentra en el centro del condado de Orange. Desde 1996, Sánchez ha sido miembro del Partido Demócrata y de la Coalición Blue Dogs de la Cámara.
Decidió no postularse para la reelección a la Cámara de Representantes en 2016, sino que optó por postularse para la elección al Senado de los Estados Unidos en California. Fue derrotada por la fiscal general de California y su compañera demócrata Kamala Harris, por 61,6% a 38,4%.
Junto con su hermana Linda, fueron las únicas hermanas hasta la fecha que se han desempeñado en el Congreso de los Estados Unidos.